# Mousa Nabipour
Mousa Nabipour (in persiano موسی نبی پور‎; Behshahr, 14 agosto 1983) è un cestista iraniano.
È anche noto come Moosa Nabipoor.

## Carriera
Ha vinto l'oro ai FIBA Asia Championship 2007. Con l'Iran ha preso parte ai Giochi di Pechino 2008 e ai Mondiali di Turchia 2010.